# The Voice of Italy - The Best of Battles
The Voice of Italy - The Best of Battles è la prima compilation della prima edizione di The Voice of Italy, pubblicata il 19 aprile 2013 dalla Universal.
Contiene 24 duetti dei 32 eseguiti durante la fase battle del programma.

## Tracce
1. Gabriella Martinelli e Silvia Capasso – Glitter & Gold – 2:57 – Team Noemi
2. Daphne Nisi e Veronica De Simone – Run Baby Run – 2:44 – Team Carrà
3. Pasquale e Michele Tibello e Mattia Lever – Sere nere – 3:09 – Team Cocciante
4. Francesco Guasti e Roberta Orrù – Pigro – 2:26 – Team Pelù
5. Giuseppe Scianna e Teresa Capuano – Diamante – 3:09 – Team Noemi
6. Lisa Manara e Giulia Saguatti – Nothing Compares 2 U – 3:07 – Team Cocciante
7. Stafania Tasca e Marianna Barracane – The Edge of Glory – 3:01 – Team Carrà
8. Yasmin Kalach e Cristina Balestriere – Ti sento – 2:39 – Team Pelù
9. Diana Winter e Francesca Monte – Heavy Cross – 2:43 – Team Noemi
10. Elhaida Dani e Francesca Bellenis – No More Tears (Enough Is Enough) – 2:54 – Team Cocciante
11. Manuel Foresta e Noemi Smorra – Rehab – 2:46 – Team Carrà
12. Savio Vurchio e Danny Losito – Crazy – 3:04 – Team Pelù
13. Jacopo Sanna e Flavio Capasso – La differenza tra me e te – 3:05 – Team Noemi
14. Mariateresa Amato e Jessica Morlacchi – Total Eclipse of the Heart – 3:20 – Team Cocciante
15. Chiara Luppi e Michelle Perrera – Without You – 2:40 – Team Carrà
16. Timothy Cavicchini e Fabio Zampolli – Wherever You Will Go – 2:48 – Team Pelù
17. Gabriella Iandolo e Francesco Monti – Sorry Seems to Be the Hardest Word – 2:59 – Team Cocciante
18. Vito Ardito e Emanuele Lucas – Io vorrei... non vorrei... ma se vuoi... – 3:20 – Team Carrà
19. Giulia Penza e Paola Criscione – Luce (tramonti a nord est) – 2:32 – Team Pelù
20. Silvia Caracristie e Antonia Laganà – A te – 3:08 – Team Noemi
21. Chiara Furfari e Martina Lo Visco – Baby – 2:47 – Team Noemi
22. Valentina Tramacere e Marica Lermani – Proud Mary – 2:38 – Team Pelù
23. Matteo Lotti e Daniele Vit – This Love – 3:03 – Team Carrà
24. Donato Perrone e Samuele Spallitta – Senza una donna – 2:57 – Team Cocciante

## Classifiche
| Classifica (2013) | Posizione massima |
| ----------------- | ----------------- |
| Italia            | 19                |